# 4065-ös busz
A 4065-ös jelzésű autóbuszvonal Kazincbarcika és Putnok között húzódó helyközi vonal, amelyet a Volánbusz Zrt. üzemeltet (Sajókaza és Sajógalgóc érintésével).

## Útvonala
Kazincbarcika Szent Flórián térről indul. A temető felé hajt, majd a központi iskola, városháza és a kórház felől közelíti meg az autóbusz-állomást. Aztán ismét az Építők útja és a kórház felé halad, majd az alsóvárosi iskola megállóba megy. Nemsokkal később a 26-os főútra kanyarodik Bánréve irányába. Első település Sajóivánka, a domboldalban elhelyezkedő, belterületi részét indításainak fele érinti. Útja során minden megállóban megáll, a vonal 8. kilométerén Vadnára érkezik, utoljára itt van közös megállója a Bánhorváti felé tartó vonalakkal. 3 perc múlva ismét kitérést tesz Sajógalgócra legtöbbször, ekkor is keresztezi a Miskolc–Bánréve–Ózd-vasútvonalat és a Sajó folyó árterének közelében tartózkodik. Miután kiszolgálta a községet, Dubicsány következik, és a szomszédos városba, Putnokra ér. Fő terén végállomásozik.
Ellentétes irányban egy járat Sajókazát is érinti a többi településen felül.

## Közlekedése
Indításszáma alacsony, a vonal a két város közötti kapcsolatot kitérésekkel, zsákfalvakkal útvonalára fűzve látja el. Kazincbarcika Szent Flórián téren autóbuszos kapcsolat biztosított Miskolc felé/felől (3765-ös busz).
Kazincbarcika és Putnok között közlekedő buszok: 1369, 1384, 1410, 1411, 3770, 3773, 4057, 4062, 4063, 4194
| Viszonylat                                        | Indításszám     | Közlekedési rend          |
| ------------------------------------------------- | --------------- | ------------------------- |
| Kazincbarcika, Szent Flórián tér ➝ Putnok, Fő tér | 1 oda           | munkanapokon              |
| Kazincbarcika, aut. áll. – Putnok, Fő tér         | 1 oda, 2 vissza | tanítási napokon          |
| Kazincbarcika, aut. áll. – Putnok, Fő tér         | 1 vissza        | tanszünetben munkanapokon |
| Kazincbarcika, aut. áll. – Putnok, Fő tér         | 1 vissza        | szabadnapokon             |
| Sajókaza, emlékmű ➝ Kazincbarcika, aut. áll.      | 1 oda           | naponta                   |

## Megállóhelyei
| 0                                                                            | Kazincbarcika, Szent Flórián tér autóbusz-váróterem végállomás | 0.0 km  | 1054, 1369, 1384, 1410, 1411 3756, 3763, 3764, 3765, 3766, 3767, 3769, 3770, 3772, 3773, 4040, 4041, 4043, 4044, 4045, 4046, 4047, 4048, 4050, 4052, 4058, 4059, 4061, 4063, 4066, 4067, 4069, 4070, 4075, 4079, 4080, 4081, 4082, 4083, 4084, 4194 |
| 1                                                                            | Kazincbarcika, temető                                          | 0.9 km  | 3756, 3763, 3764, 3765, 3766, 3767, 3770, 3772, 3773, 4040, 4041, 4044, 4046, 4047, 4048, 4050, 4052, 4059, 4063, 4066, 4067, 4069, 4070, 4075, 4080, 4082, 4083, 4084                                                                              |
| 2                                                                            | Kazincbarcika, központi iskola                                 | 1.6 km  | 3756, 3763, 3764, 3765, 3770, 3772, 3773, 4040, 4041, 4044, 4047, 4048, 4050, 4052, 4059, 4063, 4067, 4069, 4070, 4075, 4080, 4082, 4083, 4084 |
| 3                                                                            | Kazincbarcika, városháza                                       | 2.0 km  | 3 1369, 1384, 1410, 1411 3756, 3763, 3764, 3765, 3770, 3772, 3773, 4040, 4041, 4044, 4047, 4048, 4050, 4052, 4059, 4063, 4067, 4069, 4070, 4075, 4080, 4082, 4083, 4084                                                                             |
| 4                                                                            | Kazincbarcika, kórház                                          | 2.4 km  | 3 1054 3408, 3756, 3763, 3764, 3765, 3770, 3772, 3773, 4040, 4041, 4044, 4047, 4048, 4050, 4052, 4057, 4059, 4060, 4066, 4069, 4070, 4075, 4080, 4082, 4083, 4084, 4153                                                                             |
| 5                                                                            | Kazincbarcika, Ifjúmunkás tér                                  | 2.8 km  | 3 3408, 3756, 3763, 3764, 3765, 3770, 3772, 3773, 4040, 4041, 4044, 4047, 4048, 4050, 4052, 4057, 4059, 4060, 4066, 4069, 4070, 4075, 4080, 4082, 4083, 4084, 4153                                                                                  |
| 6                                                                            | Kazincbarcika, autóbusz-állomás vonalközi végállomás           | 3.6 km  | 3, 9 1054 3408, 3756, 3763, 3764, 3765, 3766, 3767, 3770, 3772, 3773, 4040, 4041, 4046, 4047, 4048, 4050, 4052, 4057, 4059, 4060, 4066, 4069, 4070, 4075, 4080, 4082, 4083, 4084, 4154                                                              |
| 7                                                                            | Kazincbarcika, Ifjúmunkás tér                                  | 4.4 km  | 3 3408, 3756, 3763, 3764, 3765, 3770, 3772, 3773, 4040, 4041, 4044, 4047, 4048, 4050, 4052, 4057, 4059, 4060, 4066, 4069, 4070, 4075, 4080, 4082, 4083, 4084, 4153                                                                                  |
| 8                                                                            | Kazincbarcika, kórház                                          | 4.8 km  | 3 1054 3408, 3756, 3763, 3764, 3765, 3770, 3772, 3773, 4040, 4041, 4044, 4047, 4048, 4050, 4052, 4057, 4059, 4060, 4066, 4069, 4070, 4075, 4080, 4082, 4083, 4084, 4153                                                                             |
| 9                                                                            | Kazincbarcika, alsóvárosi iskola                               | 5.5 km  | 3408, 3770, 3773, 4057, 4059, 4060, 4063, 4066, 4067, 4069, 4153 |
| 10                                                                           | Kazincbarcika, ÉRV II. telep                                   | 6.6 km  | 1384 3770, 3773, 4057, 4058, 4059, 4060, 4061, 4062, 4063, 4066, 4067, 4069, 4153, 4194 |
| 11                                                                           | Csukástói tanya                                                | 7.4 km  | 3773, 4057, 4058, 4059, 4060, 4061, 4062, 4063, 4066, 4067, 4069, 4153, 4194 |
| Munkanapokon 2; szabadnapokon 1 alkalommal érintett.                         |                                                                |         | |
| ∫                                                                            | Sajóivánka, autóbusz-forduló                                   | ∫       | 4061, 4062, 4066 |
| 12                                                                           | Sajókaza vasútállomás bejárati út                              | 8.9 km  | 1054, 1369, 1384, 1410, 1411 3408, 3770, 3773, 4057, 4058, 4059, 4060, 4061, 4062, 4063, 4066, 4067, 4069, 4153, 4194 személyvonat – Sajókaza [92.]                                                                                                 |
| Munkanapokon 2; szabadnapokon 2; munkaszüneti napokon 1 alkalommal érintett. |                                                                |         | |
| ∫                                                                            | Sajókaza, községháza                                           | ∫       | 4057, 4059, 4060, 4061, 4066, 4067, 4069 |
| ∫                                                                            | Sajókaza, emlékmű vonalközi végállomás                         | ∫       | 4057, 4059, 4060, 4061, 4066, 4067, 4069 |
| ∫                                                                            | Sajókaza, községháza                                           | ∫       | 4057, 4059, 4060, 4061, 4066, 4067, 4069 |
| 13                                                                           | Vadna, községháza                                              | 10.8 km | 1054, 1369, 1384, 1410, 1411 3408, 3770, 3773, 4057, 4058, 4059, 4060, 4061, 4062, 4063, 4066, 4067, 4153, 4194 személyvonat – Vadna [92.] |
| 14                                                                           | Sajógalgóci elágazás                                           | 13.5 km | 1369, 1384, 1410, 1411 3770, 3773, 4057, 4062, 4063, 4066, 4067, 4194 |
| Munkanapokon 2; szabadnapokon 1 alkalommal érintett.                         |                                                                |         | |
| ∫                                                                            | Sajógalgóc, Rákóczi utca 69.                                   | ∫       | 3773, 4057, 4062, 4063, 4066, 4067 |
| ∫                                                                            | Sajógalgóc, temető                                             | ∫       | 3773, 4057, 4062, 4063, 4066, 4067 |
| ∫                                                                            | Sajógalgóc, Rákóczi utca 69.                                   | ∫       | 3773, 4057, 4062, 4063, 4066, 4067 |
| 14                                                                           | Sajógalgóci elágazás                                           | 13.5 km | 1369, 1384, 1410, 1411 3770, 3773, 4057, 4062, 4063, 4066, 4067, 4194 |
| 15                                                                           | Dubicsány, panzió                                              | 16.1 km | 1369, 1384, 1410, 1411 3770, 3773, 4057, 4062, 4063, 4194 |
| 16                                                                           | Borzóczvölgy bejárati út                                       | 17.5 km | 3773, 4057, 4062, 4063, 4194 |
| 17                                                                           | Putnok, Kossuth utca 62.                                       | 19.9 km | 1369, 1384, 1410, 1411 3770, 3773, 4057, 4062, 4063, 4147, 4188, 4194, 4195 |
| 18                                                                           | Putnok, Fő tér végállomás                                      | 20.8 km | 1369, 1384, 1410, 1411 3770, 3773, 4063, 4104, 4140, 4145, 4147, 4148, 4151, 4188, 4194, 4195 |